# Berkersheim
Berkersheim, Frankfurt-Berkersheim – 32. dzielnica (Stadtteil) miasta Frankfurt nad Menem, w Niemczech, w kraju związkowym Hesja. Należy do okręgu administracyjnego Nord-Ost.
W dzielnicy znajduje się przystanek kolejowy Frankfurt-Berkersheim.